# 卡琳娜公主 (保加利亞)
薩克森-科堡的卡琳娜（保加利亞語: Калина Сакскобургготска，1972年1月19日—），正式頭銜為保加利亞公主兼薩克森公爵夫人卡琳娜殿下，俗稱卡琳娜公主，是保加利亞王國末代沙皇兼保加利亞人民共和國第48任總理西美昂二世的女兒，也是一位專業騎師。

## 生平
作為保加利亞王國最後一任沙皇，西美昂二世於1943年即位不久就遭遇政變。1946年保加利亞經公民投票正式廢除君主制轉型成共和國，西美昂流亡海外，於西班牙馬德里邂逅當地侯爵的孫女玛格丽塔·戈麦斯-阿瑟博—塞胡拉，兩人婚後誕下五子。1972年1月19日，西美昂二世唯一的女兒—卡琳娜公主出生。大學遠赴倫敦研讀藝術史學位。

## 個人生活
2002年10月26日，卡琳娜與西班牙航海家兼聯合國教科文組織親善大使安東尼奧‧「克廷」‧穆尼奧斯‧瓦爾卡塞爾結婚。2007年3月14日，兩人的長子西蒙-哈桑·穆尼奧斯出生。此外，她也勤於健身，熱愛馬術與冒險。